# Виро

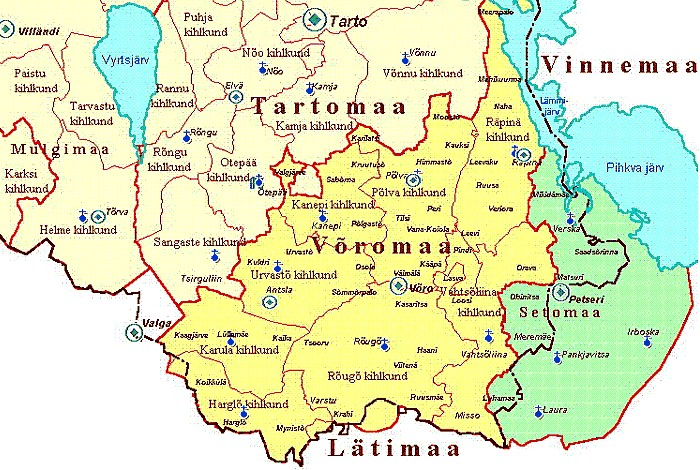
Традиційна територія Вирумаа (жовтий)

Виро, або вируська мова (виро võro kiil, ест. võru keel), також вируський говір — один із говорів південноестонської мови або південний говір естонської мови.
Належить до балтійсько-фінської групи фінно-угорських мов, а носіями є близько 70 тис. осіб, переважно в південно-східній частині Естонії, у повітах Пилва та Вирумаа.
Щодо статусу як мови або говору академічного консенсусу не існує, адже деякі мовознавці вважають її говором естонської мови, тоді як інші науковці вважають її окремою балтійсько-фінською мовою.

## Становище
В останні роки розвивається власний літературний стандарт і робляться спроби надати йому статус регіональної мови Естонії. Збереженням та розвитком займається Вируський інститут, що був заснований 1995 року за розпорядженням естонського уряду у місті Виру.

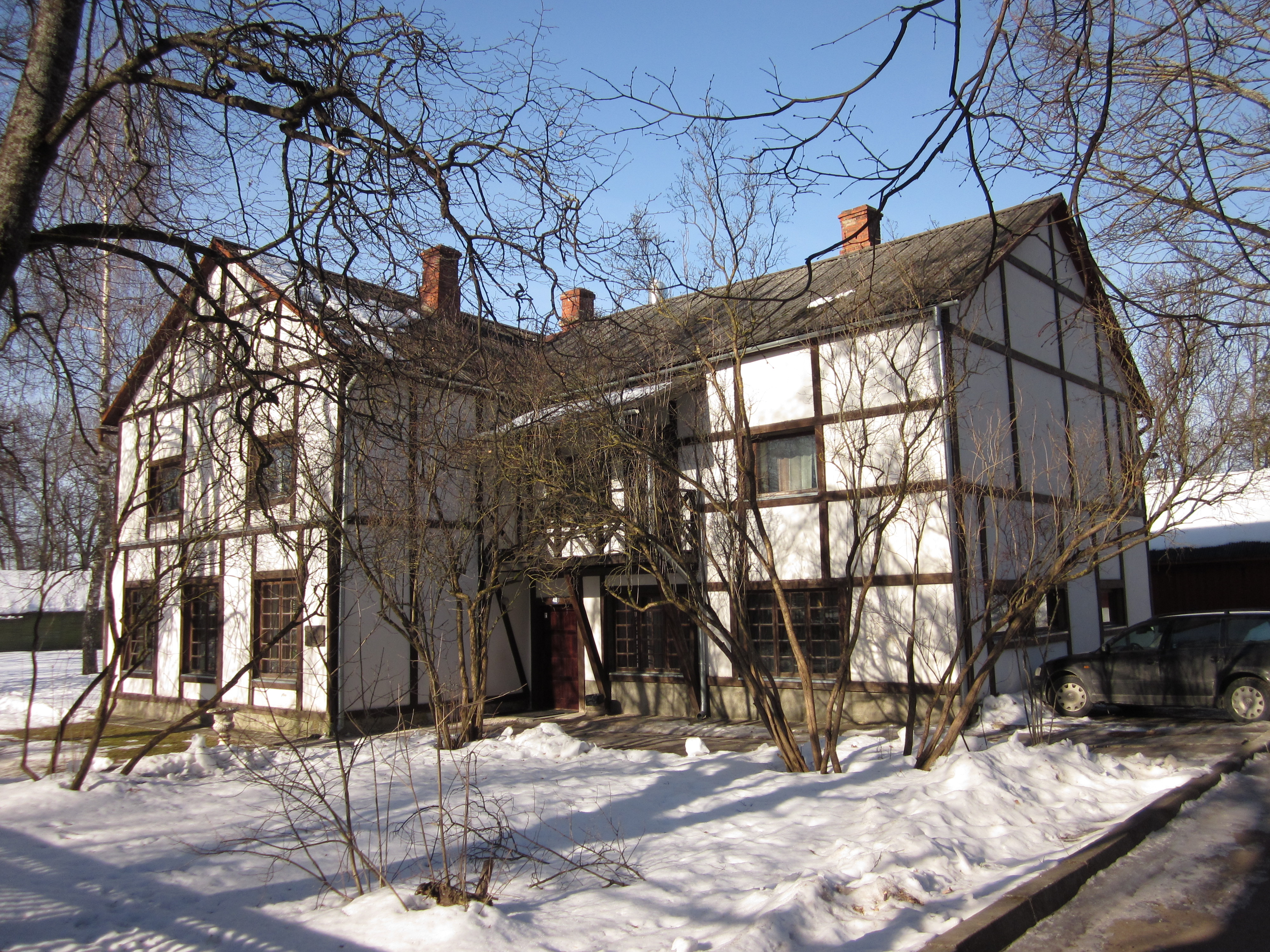
Будівля Вируського інституту в 2011 році

На сьогоднішній день виро використовують у працях деяких естонських сценаристів, поетів і письменників. Виро викладають раз на тиждень у 26 школах. Двічі на місяць виходить газета «Ума лехт» (Uma Leht). У 1970-1980-і роки в естономовних збірниках опубліковано частину віршів естонського поета Пауля Гаваокса, написаних виро.

## Відмінності від естонської мови
Зі структурного погляду відмінності між виро та іншими естонськими діалектами не є суттєвими[джерело?]. На відміну від естонської мови, для виро (як для інших фінно-угорських мов) властивою є сингармонія голосних звуків[джерело?].

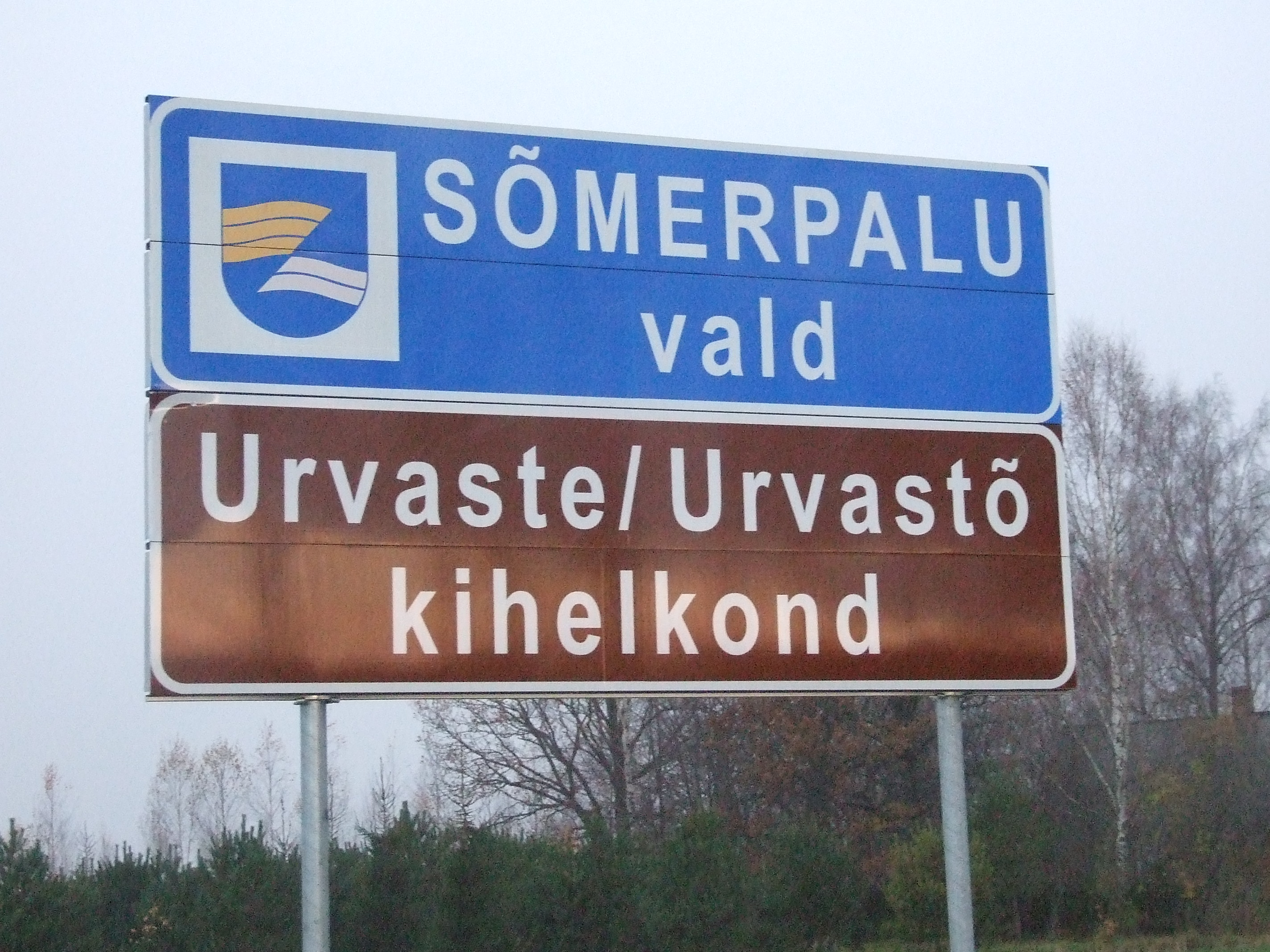
Двомовна вивіска у Вирумаа

## Писемність
Як і в естонській мові, для виро використовують писемність на латинській основі.
Відмінності полягають у такому:
- q означає горлову змичку;
- y означає високий звук и, ближчий до i, що відрізняє його від õ (и), що присутній також і в літературній естонській мові;
- м'якість приголосних позначають або акутом над буквою, або апострофом після неї.

## Приклад
Параграф № 1 Загальної декларації людських прав вируською мовою:
Kõik inemiseq sünnüseq avvo ja õiguisi poolõst ütesugumaidsis. Näile om annõt mudsu ja süämetunnistus ja nä piät ütstõõsõga vele muudu läbi käümä.
Те саме естонською мовою:
Kõik inimesed sünnivad vabadena ja võrdsetena oma väärikuselt ja õigustelt. Neile on antud mõistus ja südametunnistus ja nende suhtumist üksteisesse peab kandma vendluse vaim.
Переклад українською мовою:
Всі люди народжуються вільними і рівними у своїй гідності та правах. Вони наділені розумом і совістю і повинні діяти у відношенні один до одного в дусі братерства.

## Вікіпедія Виро
Розділ Вікіпедії мовою виро створено в червні 2005 року .
На серпень 2010 року Вікіпедія мовою виро мала 4392 статей — 124 місце, зареєстровано 2595 користувачів, троє з них мали статус адміністратора.